# ماريو برافو
ماريو برافو (بالإسبانية: Mario Bravo)‏ هو كاتب ومحامي وصحفي ومؤلف وسياسي أرجنتيني، ولد في 27 يونيو 1882 في La Cocha ‏ في الأرجنتين، وتوفي في 17 مارس 1944 في بوينس آيرس في الأرجنتين. نشط حزبياً في الحزب الاشتراكي ‏. وقد انتخب عضو مجلس الشيوخ الأرجنتيني عن دائرة بوينس آيرس (20 يناير 1932 – 30 أبريل 1938) وانتخب عضو مجلس الشيوخ الأرجنتيني عن دائرة بوينس آيرس (20 مارس 1923 – 6 سبتمبر 1930) وانتخب عضو مجلس النواب في الأرجنتين.